# Alternanthera albida
Alternanthera albida är en amarantväxtart som först beskrevs av Horace Bénédict Alfred Moquin-Tandon, och fick sitt nu gällande namn av August Heinrich Rudolf Grisebach. Alternanthera albida ingår i släktet alternanter, och familjen amarantväxter. Inga underarter finns listade i Catalogue of Life.